# Styringomyia melanaspis
Styringomyia melanaspis är en tvåvingeart som beskrevs av Alexander 1971. Styringomyia melanaspis ingår i släktet Styringomyia och familjen småharkrankar. Inga underarter finns listade i Catalogue of Life.